# 안하던 짓을 하고 그래
《안하던 짓을 하고 그래》는 MBC TV에서 2023년 6월 11일부터 2023년 7월 30일까지 방영된 텔레비전 프로그램이다.

## 출연진
- 유병재
- 조세호
- 이용진
- 최시원
- 주우재

## 게스트
- 1회 : 추성훈
- 2회 : 전현무
- 3회 : 박미선
- 4회 : 문세윤
- 5회 : 코드 쿤스트
- 6회 : 장영란, 홍현희
- 7회 : 장도연
- 8회 : 권일용

## 시청률

### 2023년
| 회차 | 방송일   | AGB 시청률     |
| 회차 | 방송일   | 대한민국(전국) |
| ---- | -------- | -------------- |
| 1    | 6월 11일 | 2.1%           |
| 2    | 6월 18일 | 2.2%           |
| 3    | 6월 25일 | 1.7%           |
| 4    | 7월 2일  | 1.4%           |
| 5    | 7월 9일  | 0.9%           |
| 6    | 7월 16일 | 1.5%           |
| 7    | 7월 23일 | 1.3%           |
| 8    | 7월 30일 | 2.2%           |